# 黄金のカルテット
黄金のカルテット（おうごんのカルテット, Golden Quartet）または黄金の四人組（おうごんのよにんぐみ）とは、ブラジルのサッカー選手であるトニーニョ・セレーゾ、ファルカン、ソクラテス、ジーコの四人の総称である。
この記事では、彼ら以降に登場した、世界各国の優れたミッドフィールダーの四人組に同一または類似の名が与えられた事例についても記述する。

## 黄金の四人組
4人共に世界サッカー史上でも屈指の評価を得ているMFであり、その4人がブラジル代表として形成した中盤の豪華さを表す語として、他国メディアが羨望をこめて使用し浸透した通称。前述のように、セレーゾ、ファルカン、ソクラテス、ジーコの四人を指す。
1982年スペインW杯では、テレ・サンタナ監督率いるブラジル代表を優勝候補筆頭に挙げる声が多かった。その理由が、スタープレイヤーの揃った中盤だったが、元々のフォーメーションは4-3-3であり、4人全員を一緒に起用せず、ボランチはセレーゾとファルカンのどちらかを起用する予定だった。しかし、セレーゾが出場停止だった初戦のソ連戦で、ファルカンの動きが想定以上に良かったため、以後はフォーメーションを4-4-2とし、ファルカンとセレーゾを共存させることになったという経緯がある。
結果として、2次リーグで同大会を制することになるイタリアに3vs2（パオロ・ロッシのハットトリック）で敗れ、優勝はならなかった。また、この黄金の4人で中盤が構成された試合は、同大会での4試合のみである。それでもこの大会で高い攻撃力とテクニックを見せたことから、「ブラジルサッカー史上、最も多くの人々を魅了したチーム」とも称されている。同時に、「最も前評判がいいチーム、面白いサッカーをしたチームが勝つとは限らない」という代表例として挙げられることも多い。
引退後、ジーコは現役生活の晩年を住友金属、鹿島アントラーズでプレーした後日本代表監督に就任。ファルカンも日本代表監督、トニーニョ・セレーゾは鹿島アントラーズの監督を務めるなど、ソクラテスを除く3人は、日本サッカー界との縁が深い。

## 銀の四人組
この「黄金の四人組」と最もよく引き合いに出されるものとして、1982年スペイン大会・そして1986年メキシコ大会でのフランス代表の中盤を指した「銀の四人組」がある。
ミシェル・プラティニ、ジャン・ティガナ、アラン・ジレスの所謂「三銃士」がいることはどちらの大会にも共通である。スペイン大会時は、これにベルナール・ジャンジニを加えた四人が、メキシコ大会時にはジャンジニに代わってルイス・フェルナンデスを加えたメンバーが、それぞれこの呼び方をされることとなった。
当時のフランス代表は、そのプレースタイルが「シャンパン・フットボール」と呼ばれる等、第二期黄金期にあり、2大会の中間に開催されたユーロ 84では優勝している（この際、三銃士と共に中盤を形成したのはフェルナンデス）。しかしワールドカップにおいては、「黄金の四人組」同様優勝することは出来ず、2大会共に準決勝で西ドイツに敗れた（最終成績は、それぞれ4位・3位）。

## 日本版
ブラジルの「黄金の中盤」にならって名づけられた日本の「黄金のカルテット」は、稲本潤一、小野伸二、中村俊輔、中田英寿の4人で構成される。主に中田と中村が前列、小野と稲本が後列に並ぶボックス型の配置だった。全員、早くから代表で活躍していたものの、稲本以外はポジションが重なることもあって、フィリップ・トルシエ監督時代には、中田、中村、小野の3者が同時にピッチに立つことは1度もなかった。しかしジーコが代表監督に就任した初陣・2002年10月16日のジャマイカ戦で初めて同時にピッチに立つと、ジーコ監督自身が元祖『黄金の中盤』の象徴であった事もあり、この呼び名と共に大きな注目を集めた。
暫くは「黄金の中盤」の名称がマスコミを中心に頻繁に使われたが、中田と稲本が怪我で長期離脱し、小野も怪我を繰り返すなどでメンバーが揃わず、遠藤保仁や福西崇史が起用される事が増加、2004年頃からは中盤が3人となる352システムが重宝されるようになったなどもあり、実際に4人が同時に出場した試合は多くない。2005年秋の欧州遠征では、4人をダイヤモンド型に並べる案も模索されたが、この時も事前合宿で小野が右足甲疲労骨折に見舞われ代表から離脱し実現しなかった。「黄金のカルテット」と言う呼び名も徐々にメディアで使用されなくなり、本大会でも全員がメンバー入りしたが、稲本と小野は控えとなり4人同時にピッチに立つ事はなく、チーム自体もグループリーグで敗退した。

## カルテット・マジコ（魔法の四人組）
2006年のブラジル代表はロナウド、ロナウジーニョ、アドリアーノ、カカ、ロビーニョの5人から攻撃的MFとFWあわせて4人を起用して、これをQuarteto Magico（カルテット・マジコ＝魔法の四人組）と呼んでいた（5人全員を起用した場合はQuintet Magico(クインテット・マジコ＝魔法の五人組)になる）。
しかし5人全員を同時に起用すると、チームバランスが異様なまでに前がかりになる上、5人のプレーエリアは重なっている部分が多く、それぞれの持ち味を消してしまうとされた。また、それぞれの守備能力も高くはない。ロビーニョは控えに回ることが多かったので、ロビーニョを除いた4人をカルテット・マジコとする見方が一般的である。
結局、ドイツW杯本大会ではほとんど本領を発揮できずに、ベスト8で敗退した。

## クアトロ・ファンタスティコ
2004年のブラジルU-23代表は、カカ、アドリアーノ、ロビーニョ、ジエゴを有しており、同年代最強チームの呼び声が高くアテネ五輪での金メダル獲得が期待されたが、結局ブラジルはアテネ五輪出場を逃し、幻の攻撃ユニットとなっている。

## クアトロ・フゴーネス（四人の創造者たち）
ユーロ2008、2010FIFAワールドカップ、ユーロ2012、2014FIFAワールドカップに出場したスペイン代表のシャビ・エルナンデス、アンドレス・イニエスタ、ダビド・シルバ、フランセスク・ファブレガスの四人。「Cuatro Jugones（クアトロ・フゴーネス＝四人の創造者たち）」と名付けられた彼らは、四人がピッチに揃った機会は少なかったものの、中盤の底に入ったマルコス・セナを含め抜群の存在感で中盤を支配した。
このクアトロ・フゴーネスはユーロ2008で前評判通りの実力を発揮。決勝でドイツを1-0で破り、スペインにとって44年ぶり二度目の優勝を達成。シャビがMVPに選出された。
ユーロ2012においてはセスク・ファブレガスをゼロトップにして、シャビ、イニエスタ、ダビド・シルバを同時起用する布陣で挑み、大会連覇を達成した。

## ロス・クアトロ・ファンタスティコ
2014 FIFAワールドカップに出場したサッカーアルゼンチン代表のリオネル・メッシ、セルヒオ・アグエロ、ゴンサロ・イグアイン、アンヘル・ディ・マリアの四人。アグエロ、ディ・マリアが大会中に負傷したこともあり4人が揃ってピッチに立つ機会は少なかった。メッシは4得点、イグアイン、ディ・マリアは1得点、アグエロは無得点だった。決勝でサッカードイツ代表に延長戦の末に0-1で敗れ準優勝に終わったが、メッシは大会MVPに選出された。